# Das Opfer Abrahams
Das im Jahre 1530 entstandene Tafelbild von Lucas Cranach dem Älteren zeigt das Opfer Abrahams. Es ist in der Neuen Residenz Bamberg ausgestellt. Es gehörte wohl zusammen mit einer Darstellung des Zuges der Israeliten durch das Rote Meer zur Predella eines Flügelaltars.

## Beschreibung
Bei dem querrechteckigen Gemälde handelt es sich um eine Simultandarstellung, in der zwei aufeinanderfolgende Szenen der Geschichte dargestellt sind. Die Handlung findet im Freien statt. Das Bild wird von einer großen Hecke in drei Bereiche unterteilt. Mittig im Vordergrund, leicht nach rechts versetzt, befinden sich zwei Männer mit Esel. Der linke der beiden sitzt barfuß auf einem kleinen Vorsprung und schaut zum anderen Mann, der den grasenden Esel an einer Leine hält, hoch. Dieser richtet seinen Blick auf den Betrachter. Beide tragen rote Kleidung, der linke zusätzlich eine rote Kappe auf dem Kopf, während der linke einen orangen Hut auf dem Rücken hängen hat. Hinter ihnen erstreckt sich die Hecke. Während sie sich unterhalten, findet im Mittelgrund die Schlüsselszene statt. In der linken oberen Bildhälfte sieht man auf einer Erhöhung einen kleinen steinernen Opferaltar, aus groben, grauen Steinbrocken, mit darauf gestapelten Holzscheiten. Daneben steht ein kleiner Krug, aus dem Rauch tritt. Mit gekreuzten Armen über den Altar gebeugt liegt ein Junge in weißem Gewand. Sein Kopf wird von einem rechts neben ihm stehenden, bärtigen Mann gehalten. Der Mann trägt blaue Kleidung und einen roten Mantel. Sein rechter Arm, in dessen Hand eine Art Schwert liegt, ist zum Schlag angehoben. Sein Blick ist nach oben gerichtet. Im Himmel ihm gegenüber fliegt ein Engel mit dunkelblauen Flügeln in einem langem, glänzendem, orangen Kleid. Seine rechte Hand zeigt in Richtung des Mannes, während die linke Hand die Handfläche zeigt und ihm signalisiert zu stoppen. Rechts von den Personen, am Rande des Hügels, ist ein großer Busch, in dessen Äste sich ein weißer Widder verfangen hat. Links unten im Bild, am Fuße des Hügels stehen zwei Rehe. Ein Weibchen grast, neben ihr ein junger Bock, dessen Blick nach rechts, in Richtung der beiden Männer, gerichtet ist. Im Hintergrund in der oberen rechten Bildhälfte sieht man die vorausgehende Szene. Eine Stadt mit Stadtmauer und hohem Turm mit Tor und einer großen außergewöhnlichen Kirche befindet sich vor großen Felsklippen, auf denen ebenfalls einige Häuser und Kirchen stehen. Vor der Stadt, umgeben von Bäumen, schlängelt ein sich anfangs gabelnder, grau-beiger Weg durch die grasige Landschaft. Auf dem vorderen Abschnitt dieses Weges, sieht man eine Gruppe aus vier Personen und einem Esel. Voran geht der Eselführer. Dem Esel ist Feuerholz auf den Rücken gebunden und neben ihm läuft der andere Mann in rot. Dahinter laufen der Mann mit Bart und das Kind. Der Mann trägt den rauchenden Krug in der rechten Hand, in der anderen hält er einen langen braunen Stock. Das Kind, hier in blauem Übergewand, hängt an dessen Arm und schaut zu ihm hoch. Bei den Figuren handelt es sich um Abraham und seinen Sohn Isaak. Die Männer in rot sind zwei Knechte, die die beiden begleiten.

## Zuschreibung
Die Forschung schreibt das Werk Lukas Cranach dem Älteren zu. Eine Datierung auf das Jahr 1530 und seine Signatur, in Form einer geflügelten Schlange mit Krone und Ring, sind in der linken unteren Bildhälfte auf den Felsen geschrieben.

## Funktion
Das Bild war ursprünglich Teil einer Predella. Aufgrund der Größe des Bildes lässt sich vermuten, dass der Altar wohl ähnliche Maße wie der Reformationsaltar Lucas Cranachs des Jüngeren in der Evangelischen Stadtkirche St. Marien in Wittenberg hatte. Die gewählte Bibelgeschichte des Opfer des Abrahams dient als Typus, und weist den Antitypus der Kreuzigung Christi voraus, da in beiden Fällen ein Vater seinen unschuldigen Sohn opfert. Das Gegenstück, der Zug durch das Rote Meer, verweist auf die Taufe Christi. Mit der Reformation verloren sie die Funktion des Mahnens zur Gottesfürchtigkeit.

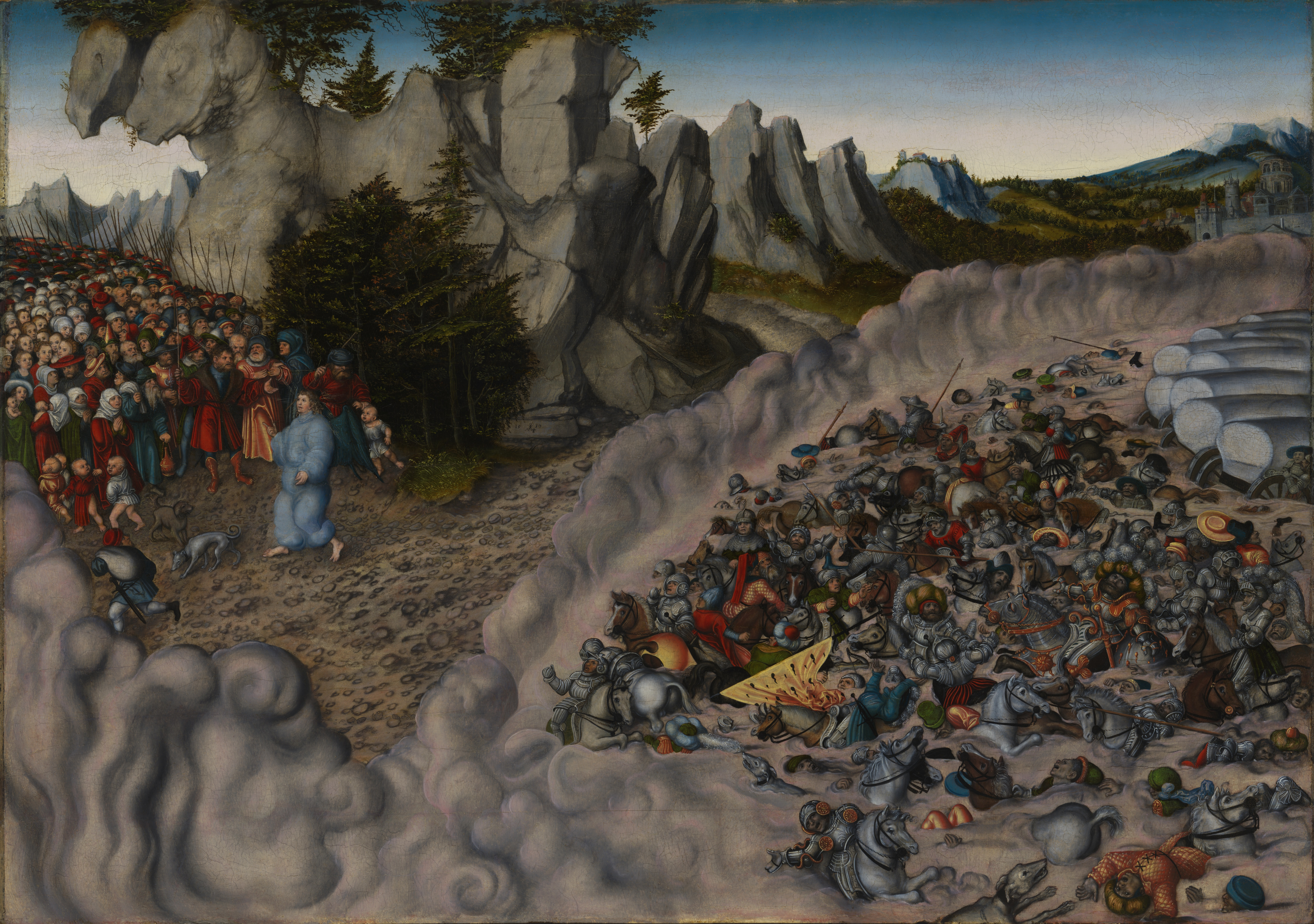
Lucas Cranach d. Ä., Zug der Israeliten durch das Rote Meer (Untergang des Pharao), 1530, 83,2 × 118,8 × 0,5 cm, Aschaffenburg

## Provenienz
Das Werk wurde 1530 wohl als Teil eines Altars angefertigt. Die Kirche, für die es bestimmt war, ist nicht bekannt. Auch weitere Teile des Altars sind unbekannt. Seit 1637 ist es im Alten Schloss Schleißheim bei München nachweisbar. Wie das Gemälde in den Besitz des Kurfürsten Maximilian I. von Bayern kam, ist unbekannt. Im Schloss hing es bis 1692 mit seinem Gegenstück im Winter-Schlafzimmer des Kurfürsten. 1761 findet man sie im Neuen Schloss Schleißheim als Supraporten über den Türen des Kabinetts beziehungsweise des Audienzzimmers. Im 19. Jahrhundert wurden die Werke in der Filialgalerie Augsburg wieder zusammen ausgestellt. Von 1912 bis Anfang der 1930er Jahre hingen sie in der Alten Pinakothek. 1968 kam das Opfer Abrahams in die Staatsgalerie Bamberg, wo es bis heute ausgestellt wird. Der Zug der Israeliten durch das Rote Meer hängt seit 2009 im Schloss Johannisburg in Aschaffenburg.

## Technik und Erhaltung
Das Gemälde wurde in Ölfarbe auf Lindenholz ausgeführt. Zur Entstehungszeit wurde bei Cranach überwiegend mit Buchenholz gearbeitet, das hier gewählte Lindenholz hingegen war eher in den Anfängen der Werkstatt üblich. Der Träger besteht aus fünf horizontal zusammengefügten Holzplanken unterschiedlicher Breite, der mit einer weißen Grundierung, wahrscheinlich aus einer Leim-Kalk-Mischung, bestrichen ist. Durch Kunsttechnologische Untersuchungen, in Form einer Infrarot-Reflektografie im Jahre 2010, konnte eine dünne, mit Pinsel und flüssigem, schwarzem Zeichenmedium angefertigte, freie Unterzeichnung festgestellt werden. Diese legte bereits die groben Formen sowie die Konturen und Gesichtszüge fest, von denen nur wenig abgewichen wurde. Eine Korrektur während des Malprozesses, die Änderung der Position von Isaaks Kopf, wurde ebenfalls sichtbar gemacht.
Das Werk ist durchgängig von einem leichten Krakelee überzogen. Vor allem an den Kanten der einzelnen Bretter entlang haben sich dünne Risse gebildet. Größere Schäden weist es nicht auf.

## Kunstwissenschaftliche Einordnung

### Motiv
Das Gemälde behandelt eine Szene aus der Genesis 22,1-19. Es zeigt die Reise zum Opferberg und den Höhepunkt der Geschichte, in der Abraham kurz davor ist, seinen Sohn Isaak, auf Befehl Gottes, zu opfern und im letzten Moment von einem Engel aufgehalten wird.

„Als sie an den Ort kamen, den ihm Gott genannt hatte, baute Abraham den Altar, schichtete das Holz auf, fesselte seinen Sohn Isaak und legte ihn auf den Altar, oben auf das Holz.
Schon streckte Abraham seine Hand aus und nahm das Messer, um seinen Sohn zu schlachten.	Da rief ihm der Engel des Herrn vom Himmel her zu: Abraham, Abraham! Er antwortete: Hier bin ich.
Jener sprach: Streck deine Hand nicht gegen den Knaben aus und tu ihm nichts zuleide! Denn jetzt weiß ich, dass du Gott fürchtest; du hast mir deinen einzigen Sohn nicht vorenthalten.
Als Abraham aufschaute, sah er: Ein Widder hatte sich hinter ihm mit seinen Hörnern im Gestrüpp verfangen. Abraham ging hin, nahm den Widder und brachte ihn statt seines Sohnes als Brandopfer dar.“

Dieses Motiv ist vor allem in der Renaissance und dem Barock verbreitet, auch in der frühchristlichen Zeit findet man es oft in Katakomben oder auf Sarkophagen.

### Komposition
Der Künstler schafft es, durch die gewählte Komposition, mehrere Szenen der zu erzählenden Geschichte in einem Bild zu vereinen. Die unterschiedlichen Szenen, die sich teils nacheinander, teils zeitgleich abspielen, wurden in je einem der Drittel des Bildes dargestellt. Diese sinnhafte Teilung wird durch eine optische Teilung in Form der Hecke unterstützt. Im Bild herrscht eine chronologische Leserichtung von rechts Hinten nach links vorne. Die erste gezeigte Szene der Geschichte, die Reise von der Stadt zum Berg auf dem das Opfer dargebracht werden soll, befindet sich im Hintergrund auf der rechten Seite. Sie ist aufgrund der Perspektive am kleinsten dargestellt, was die örtliche als auch zeitliche Distanz zu den darauffolgenden Szenen verdeutlicht. Die anderen beiden Bildabschnitte zeigen zwei, sich zeitgleich, aber an unterschiedlichen Orten, abspielende Szenen. Die Darstellung der beiden Bediensteten mit dem Esel ist mittig in der unteren Bildhälfte platziert. Sie warten am Fuße des Berges und unterhalten sich. Ihre Blicke sind vom Berg abgewandt. Die zusätzliche Abgrenzung durch die Hecke zeigt, dass sie von den Vorgängen, die sich zur selben Zeit dort abspielen, nichts mitbekommen. Die Schlüsselszene befindet sich rechts oben im Bild. Diese Anordnung über der Position der Bediensteten zeigt die Entfernung und den Höhenunterschied. Zudem befindet sich in der oberen Bildhälfte der Himmel, in dem der Engel erscheint, weswegen eine Anordnung in diesem Teil des Bildes vom Künstler gewählt worden könnte. Die größere Ausführung dieser Szene im Vordergrund zeigt deren hohen Stellenwert in der Geschichte.

### Ikonografie
Ikonografische Aspekte betrachtend, lässt sich anmerken, dass Abraham hier, wie üblich, als alter Mann mit langem grauen Bart dargestellt ist. Man erkennt man ihn an der Situation, in der er sich befindet, denn er ist mit seinem Sohn Isaak und einem Schwert beziehungsweise Messer in der rechten Hand abgebildet. Isaak ist halb kniend auf den Altar gebeugt. Obwohl in den literarischen Quellen geschrieben steht, dass er auf dem Altar liegt, wird er meist kniend und nur sehr selten liegend dargestellt. Bei der Stadt soll es sich wahrscheinlich um Beerscheba handeln, von dort aus soll sich Abraham auf die dreitägige Reise in das Land Morija aufmacht haben, um dort das Opfer darzubringen. Sie ist relativ europäisch dargestellt, da dem Künstler Orte dieser Region vertraut waren, allerdings gibt es Versuche, die Stadt fremd und fern wirken zu lassen, indem der Künstler eine in Europa nicht typische Kirchenform abbildet. Die Rehe im unteren linken Eck sind wohl eine künstlerische Ausschmückung, da Rehe weder in dieser, noch einer anderen stelle im Alten Testament erwähnt werden, abgesehen von der Speiseliste König Salomos in 1. Könige 5.

## Weitere Versionen des Motivs
Lukas Cranach d. Ä. thematisierte die Geschichte von Abraham und Isaak in mindestens zwei weiteren Gemälden. Sie entstanden ebenfalls um die Zeit 1530 und zeigen Variationen des Motivs. Ein Werk ist der Bamberger Ausführung recht ähnlich und zeigt den Moment der Opferung, unterscheidet sich aber in der Komposition und Ausrichtung. Diese Variante befindet sich im Besitz der Liechtenstein Collection in Wien. Das andere Gemälde zeigt den Weg von Vater und Sohn zum Opferberg und ist im Besitz des Kunstmuseums Winterthur, dort allerdings aktuell nicht ausgestellt.

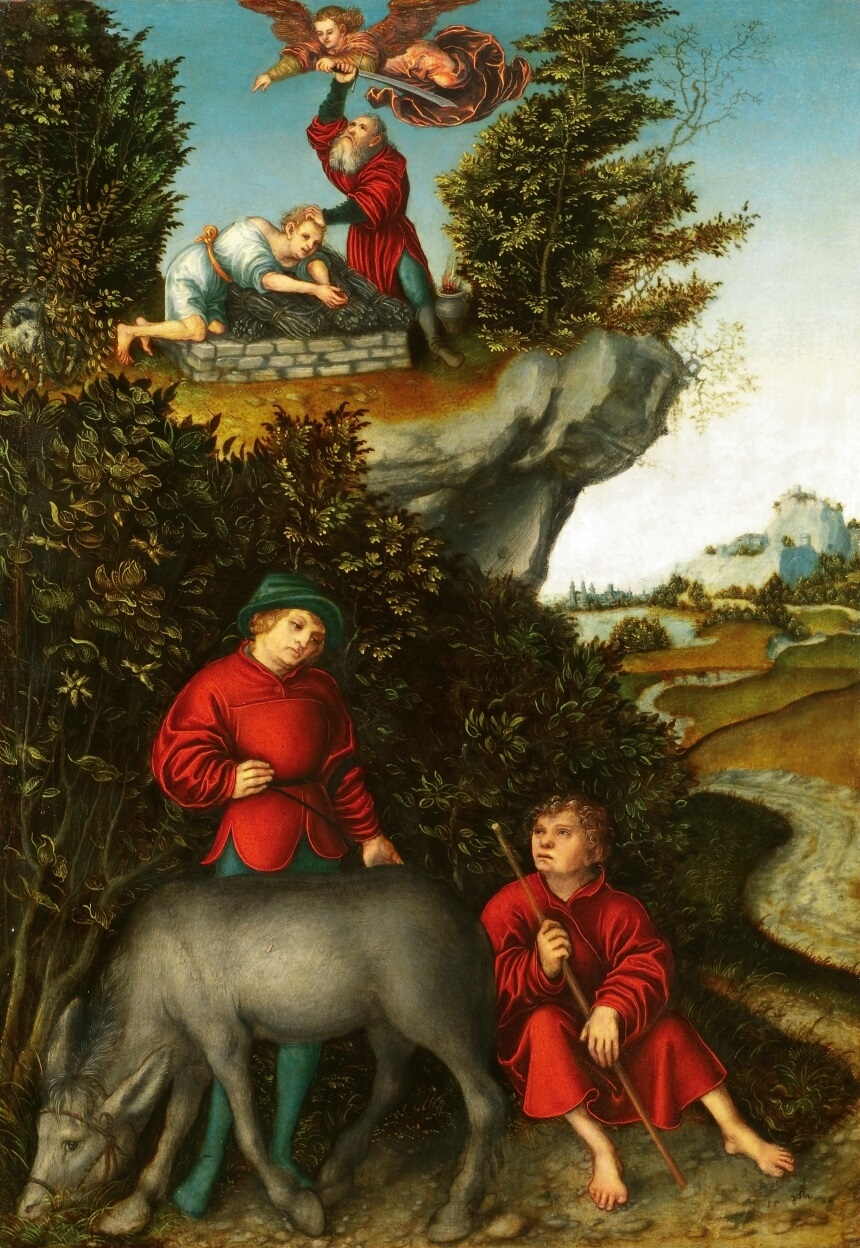
Lucas Cranach d. Ä., Das Opfer Abrahams (Liechtenstein Collection), 1531, 50,3 × 34,2 cm, Wien

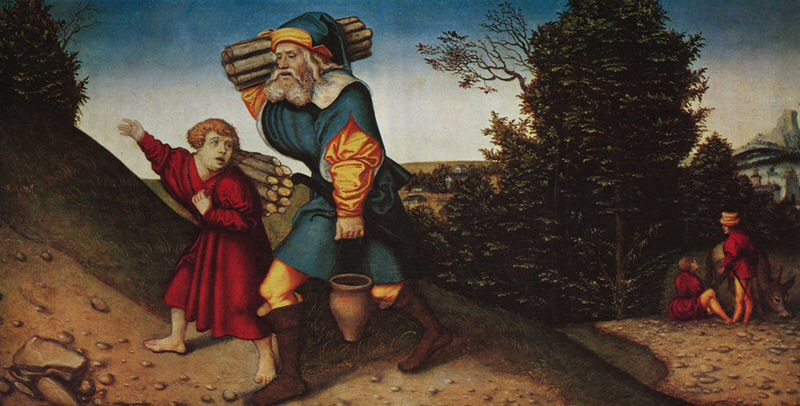
Lucas Cranach d.Ä, Abraham und Isaak auf dem Weg, um 1530, 53,5 × 102,7 cm, Winterthur